# Stumpffia grandis
Stumpffia grandis es una especie de anfibio anuro de la familia Microhylidae. Esta especie es endémica del norte y este de Madagascar, aunque debido a confusiones con otras especies similares y a que su estado taxonómico es incierto quizás solo se encuentre en el parque nacional de Marojejy entre los 1300 y 1400 metros de altitud. Habita entre la hojarasca de selvas tropicales primarias y secundarias. Se cree que como en otras especies de su género sus renacuajos se desarrollan en nidos de espuma en el suelo.